# Lycaena dextroalba
Lycaena dextroalba är en fjärilsart som beskrevs av Tutt 1906. Lycaena dextroalba ingår i släktet Lycaena och familjen juvelvingar. Inga underarter finns listade i Catalogue of Life.